# Kangoeroes Basket Mechelen
Kangoeroes Basket Mechelen is een basketbalclub uit het Belgische Mechelen die van 2013 tot 2021 in de Euromillions Basketball League actief was en nu in de BNXT League speelt. De clubkleuren zijn blauw en wit.

## Geschiedenis
In 2013 werd Kangoeroes Basket Willebroek toegelaten tot de Ethias League en werd de fusie met Boom ongedaan gemaakt. In het seizoen 2013/14 eindigde de club op een tiende plaats met 47 punten. In 2021 trad de club net als de andere eersteklasser toe tot de BNXT League. In het seizoen 2024/25 werd de club BNXT-kampioen.

## Namen
Mede door de veranderende hoofdsponsors en fusies, heeft de club in het verleden meerdere namen gekend.
- 2009–2013: BBC Kangoeroes-Boom
- 2013–2018 Kangoeroes Basket Willebroek
- 2018–heden: Kangoeroes Basket Mechelen

## Erelijst
- BNXT League-kampioen: 2025

## Seizoenen
- Kangoeroes Basket Mechelen in het seizoen 2019/20
- Kangoeroes Basket Mechelen in het seizoen 2020/21
- Kangoeroes Basket Mechelen in het seizoen 2021/22
- Kangoeroes Basket Mechelen in het seizoen 2022/23
- Kangoeroes Basket Mechelen in het seizoen 2023/24
- Kangoeroes Basket Mechelen in het seizoen 2024/25

## Coaches
| Jaar      | Coach                 |
| --------- | --------------------- |
| 2009-2012 | Paul Vervaeck         |
| ?-2013    | Tom Poppe             |
| 2013-2014 | - Aleksandar Peldic   |
| 2014      | Louis Casteels (a.i.) |
| 2014-2017 | Daniel Goethals       |
| 2017-2018 | Damir Milačić         |
| 2018      | Yves Defraigne        |
| 2018-2021 | Paul Vervaeck         |
| 2021-2024 | Kristof Michiels      |
| 2024-     | Tony Van den Bosch    |

## Voetnoten
Aalst · Antwerpen · Bemmel · Bergen · Brussel · Charleroi · Den Bosch · Den Helder · Groningen · Hasselt · Kortrijk · Leeuwarden · Leiden · Leuven · Mechelen · Oostende · Rotterdam · Weert · Zwolle